# 발레리 키친
발레리 세르게예비치 키친(러시아어: Валерий Сергеевич Кичин, 1992년 10월 12일 ~ )은 키르기스스탄의 프로 축구 선수로 현재 우즈베키스탄 슈퍼리그의 로코모티프 타슈켄트에서 레프트백 겸 센터백으로 활동하고 있으며 키르기스스탄 국가대표팀의 일원으로도 활동 중이다.

## 구단 경력

### 러시아 리그 진출 전
2008년 압디슈 아타에서 데뷔한 뒤 2009년부터 2012년까지 도르도이 비슈케크에서 활동하며 2010 시즌 리그 준우승과 리그 2연패(2011, 2012) 그리고 2012 시즌 키르기스스탄컵 우승 등을 경험했다.

### 러시아 리그 진출
2012-13 시즌이 진행 중이던 2013년 2월 27일 당시 러시아 프리미어리그 소속팀이자 전 시즌 러시아 컵 4강 진출팀인 볼가 니즈니노브고로드와 장기 계약을 체결하며 러시아 리그로 진출한 이후 히믹 제르진스크, FC 우파, 안지 마하치칼라, FC 튜멘, 예니세이 크라스노야르스크, 토르페도 모스크바 등에서 활약했다.
특히 2016-17 시즌부터 2018-19 시즌 그리고 2020-21 시즌부터 2023-24 시즌까지 예니세이 크라스노야르스크의 주전 미드필더로 활약하며 2시즌 연속 러시아 퍼스트 리그 3위(2016-17, 2017-18), 창단 첫 러시아 프리미어리그 승격, 2021-22 시즌 러시아 컵 4강, 2022-23 시즌 러시아 퍼스트 리그 4위의 성적에 기여했다.

### 디나모 민스크
2019 시즌 무렵 벨라루스 프리미어리그의 디나모 민스크에서 활동하며 리그 4위, 벨라루스컵 4강 진출에 일조했다.

### 로코모티프 타슈켄트
2024 시즌이 진행 중이던 2024년 7월 6일 우즈베키스탄 슈퍼리그의 로코모티프 타슈켄트와 입단 계약을 체결했다.

## 국가대표팀 경력
2011년 7월 23일 우즈베키스탄과의 2014년 FIFA 월드컵 아시아 지역 2차 예선 1차전에서 키르기스스탄 A대표팀 소속으로 국제 A매치 데뷔전을 치른 뒤 2016년 8월 30일 카자흐스탄과의 친선 경기에서 A매치 데뷔골을 기록했다.
그 후 2019년 AFC 아시안컵 본선에서는 팀의 주장을 맡으며 키르기스스탄 축구의 첫 메이저 대회 16강 진출이라는 새 역사를 이끌었고 미얀마와의 2022년 FIFA 월드컵 아시아 지역 2차 예선 F조 2차전에서는 팀의 5번째 득점을 터뜨리며 2회 연속 아시안컵 최종 예선 진출에 관여했다.
그리고 대만과의 2026년 FIFA 월드컵 아시아 지역 2차 예선 D조 3차전 원정 경기에서 페널티킥으로 선제골을 터뜨리며 키르기스스탄의 사상 첫 월드컵 아시아 지역 최종 예선 진출 및 3회 연속 아시안컵 본선 진출에 기여하는 등 현재까지 A매치 51경기 5골을 기록 중이다.

## 사생활
키친은 동방정교인이고, 19세부터 러시아의 시민이다.